# Cherianella narayani
Cherianella narayani är en stekelart som beskrevs av T.C. Narendran 1994. Cherianella narayani ingår i släktet Cherianella och familjen Eucharitidae.
Artens utbredningsområde är Sri Lanka. Inga underarter finns listade i Catalogue of Life.